# Apachepigens hævn
Apachepigens hævn è un cortometraggio muto del 1909 diretto e interpretato da Carl Alstrup. Gli altri interpreti erano Trine Wulff, Emilie Sannom, Emanuel Tvede, Jørgen Lund, N. Eiberg, Axel Schultz, Kate Fabian.

## Produzione
Il film fu prodotto dalla Biorama.

## Distribuzione
In Danimarca, il film fu distribuito nel 1909. Negli Stati Uniti, prese il titolo The Apache Girl's Revenge.
Non si conoscono copie ancora esistenti della pellicola che viene considerata presumibilmente perduta.